# Kleine borstelkeverslak
De kleine borstelkeverslak (Acanthochitona crinita) is een keverslak uit de familie der Acanthochitonidae. Het wordt gevonden op rotsachtige kusten in de noordoostelijke Atlantische Oceaan, de Noordzee en de Middellandse Zee.

## Beschrijving
De kleine borstelkeverslak is ovaal, minder dan half zo lang als breed, en wordt tot 20 à 34 millimeter lang. Net als andere borstelkeverslakken draagt het een beschermend omhulsel gevormd uit acht scharnierende kleppen op het dorsale oppervlak, deze zijn ingebed in een stevige spiergordel. De gordel vertoont 18 regelmatig verspreide bosjes grove borstels, met een franje van lange gepunte stekels. De kleine borstelkeverslak is variabel van kleur: geelgroen met oranjerood tot bruin vlekken- of strepenpatroon. De schelpstukken zijn van binnen vaak groenig. In het achterste deel van de mantelgroef bevinden zich 10-15 paar kieuwen.
De dieren leven aan de onderzijde van stenen op strandbodems, van het littoraal tot op diepten van enkele meters (ondiep sublittoraal).

## Verspreiding
De soort komt voor van Noorwegen tot de Middellandse Zee en West-Afrika. Deze soort is niet autochtoon bekend in het zuidoostelijk Noordzeekust, maar spoelt uitzonderlijk eens aan op drijvende voorwerpen zoals wier en kurk. De soort werd ooit levend gevonden in de spuikom van Oostende.

## Ecologie
Deze soort is herbivoor en kruipt, vooral 's nachts, op de rotsen als ze onder water staan. Het gebruikt zijn radula, die is bewapend met verschillende rijen tanden, om te grazen op de verkalkte algen die op de rots groeien, en voedt zich ook met eencellige algen die daar een film vormen. Borstelkeverslak hebben gescheiden geslachten en de bevruchting vindt plaats in de mantelholte van het vrouwtje. De larven hebben een korte planktonachtige trochofore-larvefase voordat ze zich op de zeebodem vestigen, een metamorfose ondergaan en zich ontwikkelen tot juveniele borstelkeverslakken met zes klepplaten, die zich al snel onder stenen verbergen. Borstelkeverslakken kunnen zich met een krachtige zuignap aan de rots vasthechten.